# Dugesia transcaucasica
Dugesia transcaucasica is een platworm (Platyhelminthes). De worm is tweeslachtig. De soort leeft in of nabij het zoete water van de Kaukasus.
Het geslacht Dugesia, waarin de platworm wordt geplaatst, wordt tot de familie Dugesiidae gerekend. De wetenschappelijke naam van de soort werd, als Euplanaria transcaucasica, voor het eerst geldig gepubliceerd in 1951 door Livanov. Door Roman Kenk (1974) werd de soort als ondersoort van Dugesia gonocephala vermeld.